# Им Чхибэк Иосиф
Им Чхибэк Иосиф или Иосиф Им (кор. 임치백 요셉, 1804 г., Корея — 20 сентября 1846 года, Сеул, Корея) — святой Римско-Католической Церкви, мученик.

## Биография
Родился в 1804 году в небольшой деревне в окрестностях Сеула. В течение 10 лет изучал китайскую литературу в традиционной корейской школе. После занимался торговлей. Его дети и жена были крещены, он же не хотел принимать крещения, считая, что его надо принимать в более взрослом возрасте. Во время гонений на католиков, несмотря на смертельную опасность, называл себя католиком. В 1835 году устроился в полицейский участок, чтобы помогать арестованным христианам. 5 июня 1846 года один из его сыновей был арестован вместе с католическим священником Андреем Кимом. Узнав об аресте, Им Чхибэк отправился к губернатору с просьбой об освобождении своего сына. Губернатор приказал его арестовать и отправить в заключение. В тюрьме Им Чхибэк познакомился с Андреем Кимом, который произвёл на него большое впечатление, в результате чего он принял крещение с именем Иосиф. Его друзья, находившиеся на свободе, убеждали его отречься от своей веры, чтобы спасти свою жизнь. В тюрьме подвергался пыткам. Был приговорён к смертной казни через удушение. Казнён 20 сентября 1846 года.

## Прославление
Был беатифицирован 5 июля 1925 года Римским Папой Пием XI и канонизирован 6 мая 1984 года Римским Папой Иоанном Павлом II вместе с группой 103 корейских мучеников.
День памяти в Католической Церкви — 20 сентября.